# Margaret Grimshaw

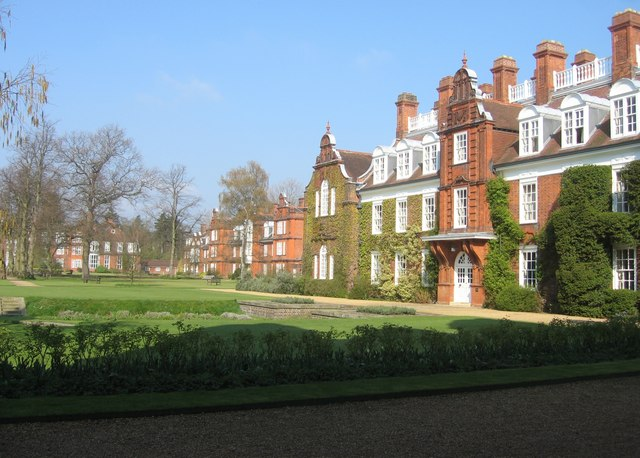
Blick auf das Kennedy Building am Newnham College, in dem Margaret Grimshaw wohnte

Margaret Eleanor Grimshaw (* 17. Januar 1905 in Elland, Vereinigtes Königreich; † 21. Januar 1990 in Cambridge, Vereinigtes Königreich) war eine britische Mathematikerin und Hochschullehrerin. Sie war stellvertretende Direktorin des Newnham College.

## Leben und Werk
Grimshaw war die Tochter des Schulleiters an der Southowram School in Halifax (West Yorkshire) und besuchte die Barnsley High School und die Halifax Girls Secondary School. Sie studierte Mathematik am Newnham College der University of Cambridge, wo sie 1926 ihren Bachelor-Abschluss First Class erhielt. Nach ihrem Abschluss setzte sie ihre Forschungen fort und lebte einen Großteil ihres Lebens in der Unterkunft des Kennedy Building. Sie arbeitete in Cambridge mit einer Reihe von Fellows zusammen, darunter die Geographin Jean Mitchell, Edith Holt Whetham,  Joyce Salt und Dorothy Hill. Von 1924 bis 1926 war sie Mary Ewart Scholar, bis 1927 Arthur Clough Scholar und bis 1928 Marion Kennedy Residential Student. 1930 erwarb sie den Master of Arts. Von 1928 bis 1930 forschte sie als Dozentin für Mathematik und bis 1933 als Associate Resident Fellow. An der Universität Göttingen war sie anschließend bis 1934 als Tutorin tätig und dann als vorübergehende Tutorin an der Universität Oxford, bevor sie 1934 als Dozentin nach Cambridge kam. Die Mathematikerin Sheila May Edmonds war dort ab 1935 ihre Schülerin. Von 1936 bis 1958 war sie Direktorin für Mathematik und von 1936 bis 1968 arbeitete sie als Mitglied des Rates des Newnham College. Von 1953 bis 1958 war sie stellvertretende Direktorin des Newnham College und trat in dieser Zeit von ihren Lehrtätigkeiten zurück. In den 1950er Jahren unterrichtete sie mit der Dozentin Edmonds gleichzeitig die Analysis, was ungewöhnlich war, da im Laufe des gesamten Jahrhunderts nur eine Handvoll Frauen an der Fakultät für Mathematik lehrten. 1967 promovierte John Moody bei ihr an der University of Cambridge. 
Sie forschte in reiner Mathematik, insbesondere in Analysis und veröffentlichte in mathematischen Fachzeitschriften. Frühe Arbeiten befassten sich mit Integrationstheorie, Fourierreihen und Transformationen. Von 1943 bis 1947 arbeitete sie mit dem deutschen Mathematiker Hans Hamburger am University College Southampton zusammen und schrieb mit ihm 1951 das Lehrbuch über Lineare Transformationen im n-dimensionalen Vektorraum. 
Sie vermachte eine große Anzahl von Schulpreisen und Medaillen, die im Fitzwilliam-Museum der University of Cambridge aufbewahrt werden.

## Veröffentlichungen (Auswahl)
- mit Hans L. Hamburger: Linear Transformations in n-Dimensional Vector Space. An Introduction to the Theory of Hilbert Space. Cambridge University Press, Cambridge 1951.
- Hans Ludwig Hamburger. In: Journal of the London Mathematical Society. Band 33, Nr. 3, 1958, ISSN 0024-6107, S. 377–383, doi:10.1112/jlms/s1-33.3.377.